# BYD Tang
BYD Tang (ou BYD Tan no Brasil) é um crossover SUV fabricado pela BYD Auto, disponível como veículo totalmente elétrico, híbrido plug-in ou veículo ICE convencional. Em outros países, o veículo é o segundo modelo de veículos de passageiros da série "Dynasty" da BYD e recebe o nome da dinastia Tang, a mais próspera de todas as grandes dinastias chinesas.
A primeira geração do BYD Tang foi apresentada no Salão do Automóvel de Pequim de 2014 e estava disponível apenas como híbrido plug-in. As entregas no varejo começaram na China em junho de 2015. O Tang foi o carro elétrico plug-in mais vendido na China em 2016, e o híbrido plug-in mais vendido no mundo em 2016. Além disso, o Tang foi classificado como o terceiro carro plug-in mais vendido do mundo naquele ano. Desde o início, 101.518 unidades foram vendidas na China até dezembro de 2018.

A segunda geração do BYD Tang estreou na Auto China em abril de 2018. Na variante totalmente elétrica, conhecida como BYD Tang 600 e 600D, a capacidade da bateria é 82.8 kWh (298 MJ). Essa variante foi colocada à venda na Europa (especialmente na Noruega) em 2021.

## Primeira geração
O BYD Tang é um veículo utilitário crossover híbrido plug-in (CUV) desenvolvido pela BYD com base no BYD S6. Sua bateria de fosfato de ferro e lítio de 18,4 kWh oferece uma autonomia totalmente elétrica de 80 quilômetros (50 mi). O modelo foi apresentado no Beijing Auto Show de 2014 e foi produzido pelo menos até 2018.

### Especificações
O modelo é alimentado por um motor de combustão interna de 2.0 litros que fornece 151 kW (202 hp) e 320 Nm de torque; e dois motores elétricos, dianteiro e traseiro, cada um avaliado em 110 kW (150 hp) e 250 N⋅m no modelo básico (de entrada) e 300 N⋅m no modelo de desempenho. 

A potência total do sistema é de 371 kW (498 hp) e 820 N⋅m (600 lbf⋅ft) para o modelo de entrada, e 411 kW (551 hp) e 870 N⋅m (640 lbf⋅ft) para o modelo de desempenho conceitual. Este último acelera de 0 a 100 km/h em 4,5 segundos (e 4,9 segundos no modelo de entrada). O veículo está equipado com o sistema Dual Mode (DM) de segunda geração da BYD, que permite aos motoristas alternar entre o modo totalmente elétrico (modo EV) e o modo elétrico híbrido (modo HEV). Este veículo é uma versão elétrica do BYD S7.

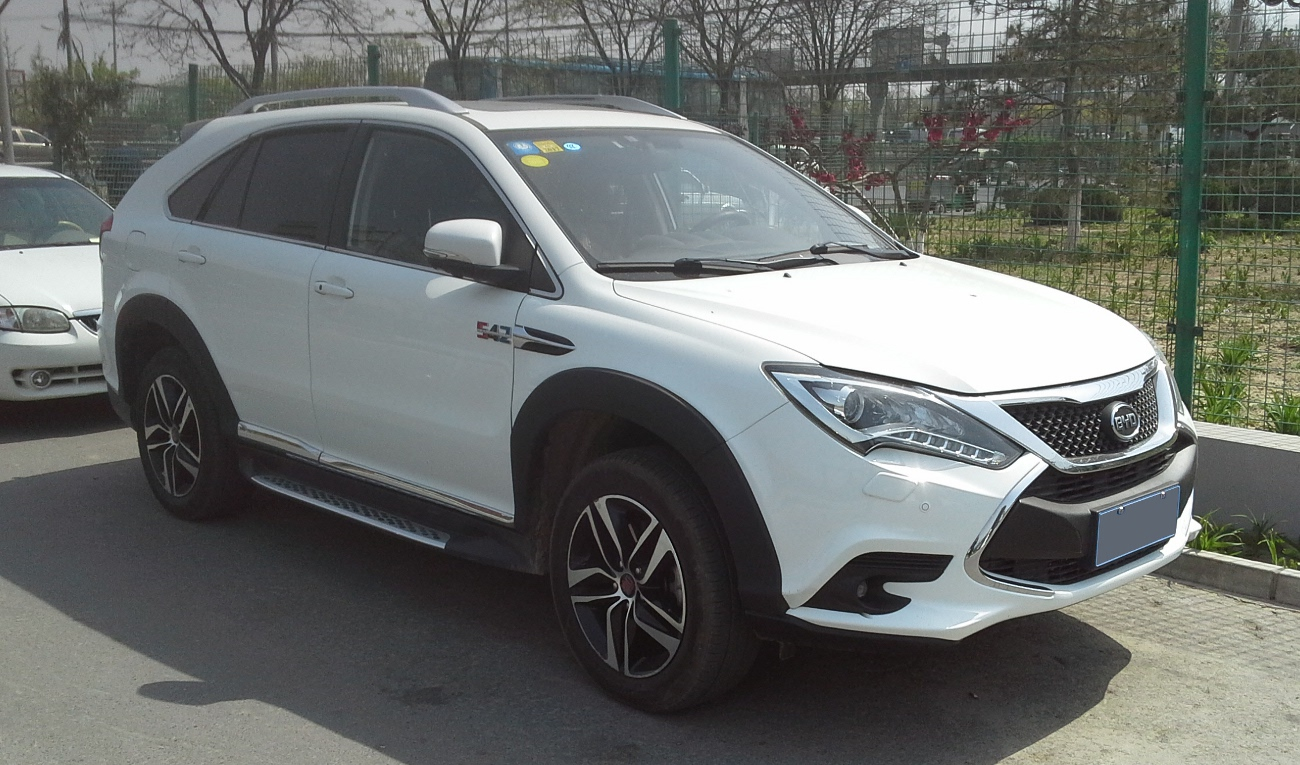
Visão frontal do BYD Tang
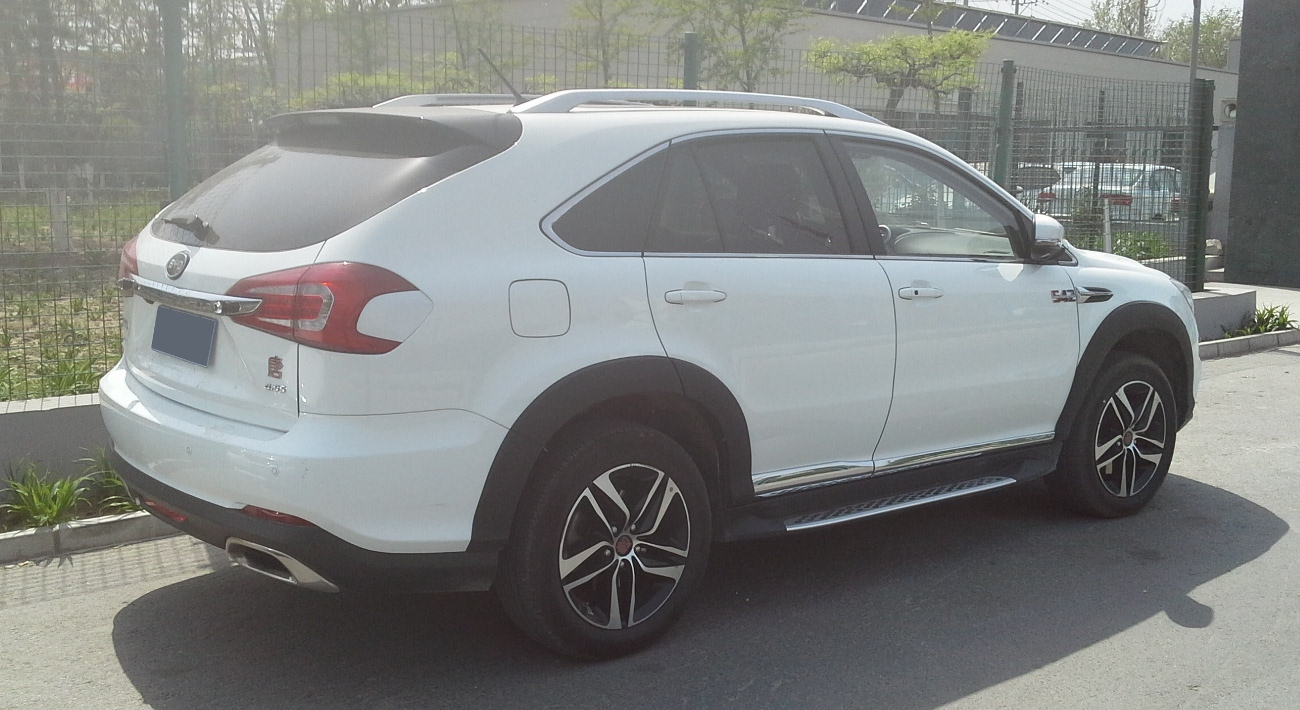
Visão traseira do BYD Tang

## Segunda geração
Apresentando a nova linguagem de design familiar da BYD e visualizada pelo carro-conceito 'BYD Dynasty' em 2017, a segunda geração do BYD Tang com exterior e interior completamente redesenhados estreou na Auto China em abril de 2018. A nova linha de modelos incluirá versões puramente a gasolina e versões puramente elétricas (EV600 e EV600D) além dos híbridos plug-in, com motorizações semelhantes à primeira geração. O modelo foi também o primeiro veículo a ser exportado para a Europa, começando pela Noruega ainda em 2021.
BYD Tang II (ICE)

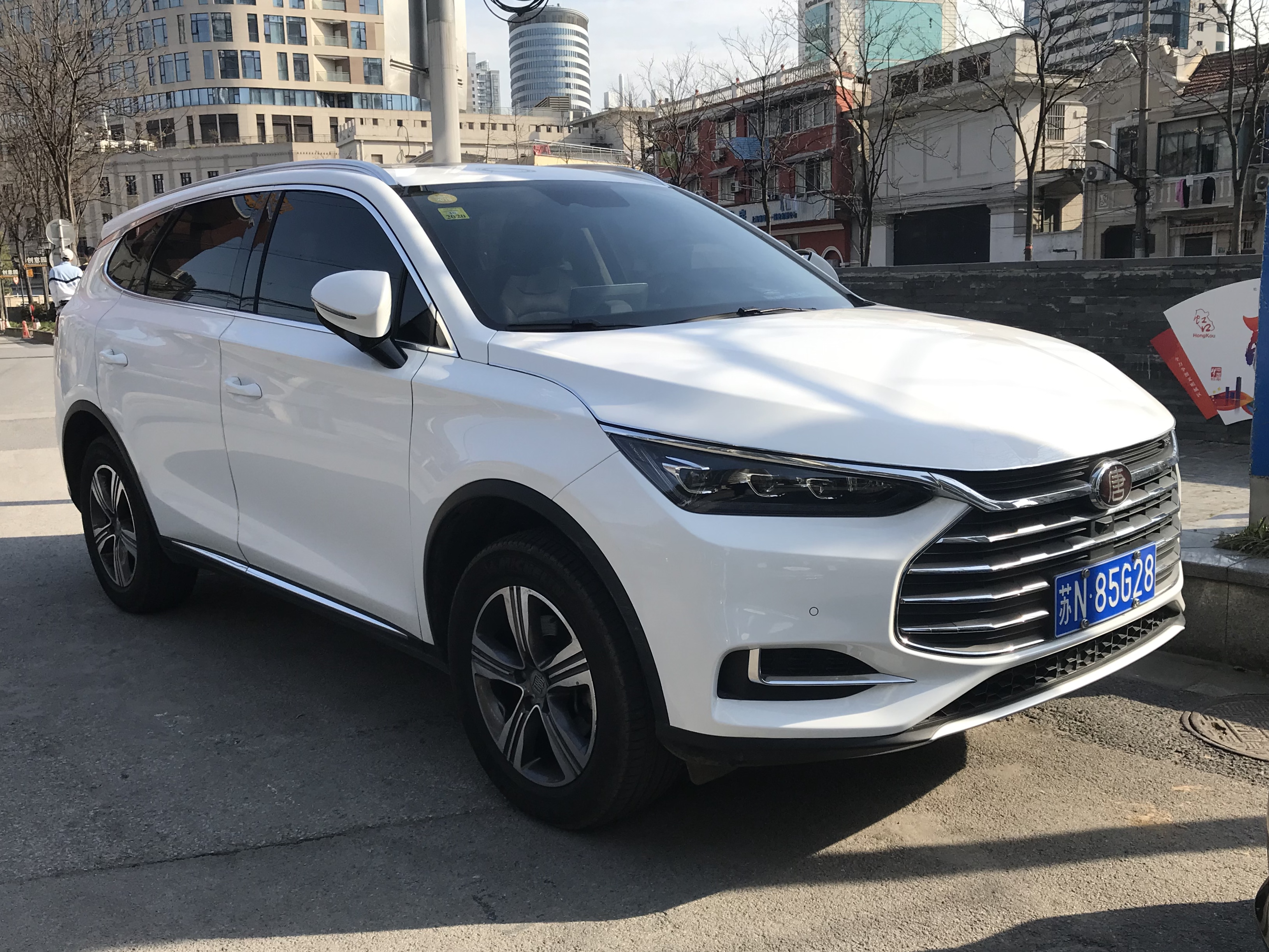
Visão frontal do BYD Tang II (versão a combustão)
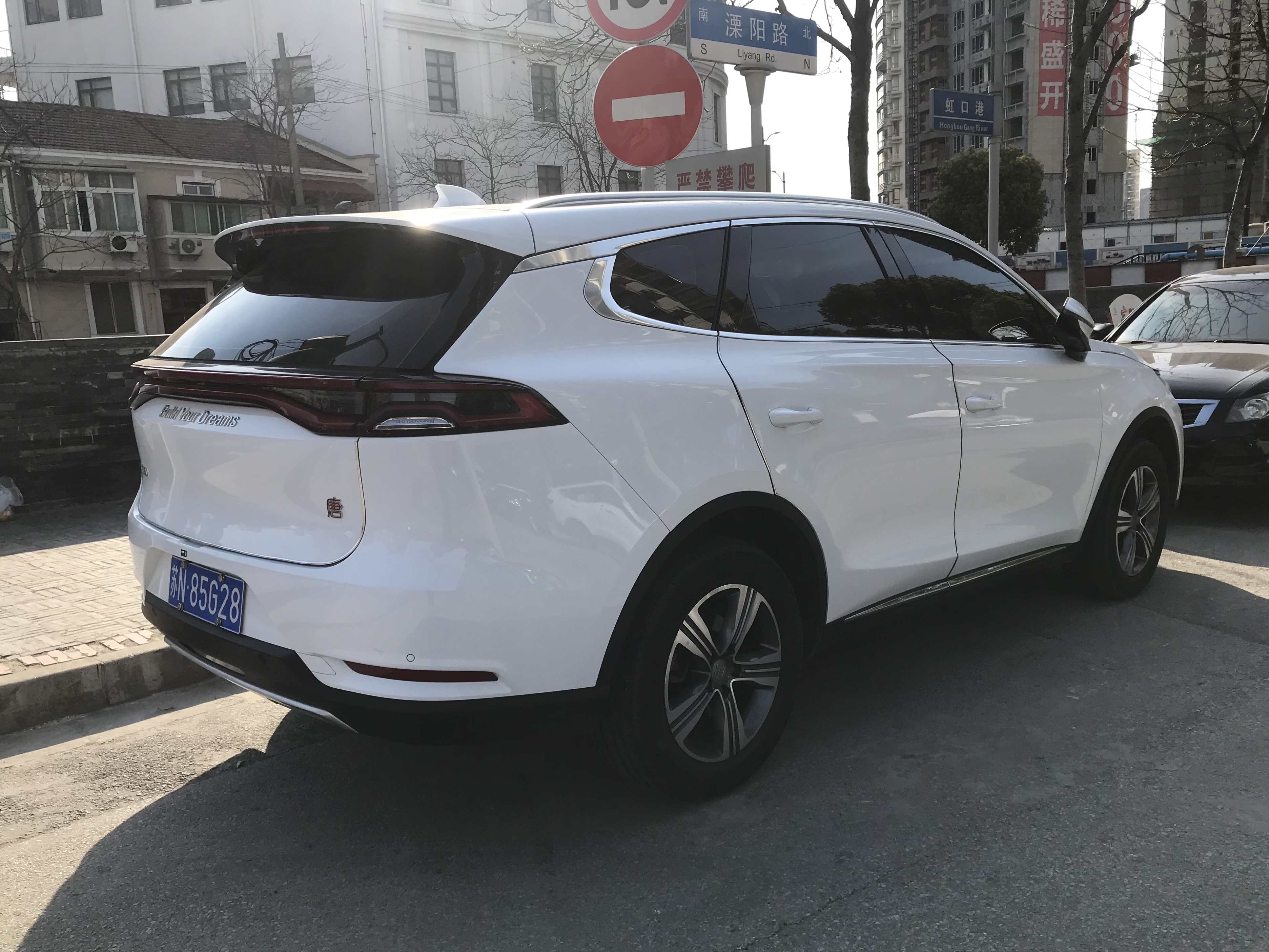
Visão traseira do BYD Tang II (versão a combustão)

BYD Tang II EV

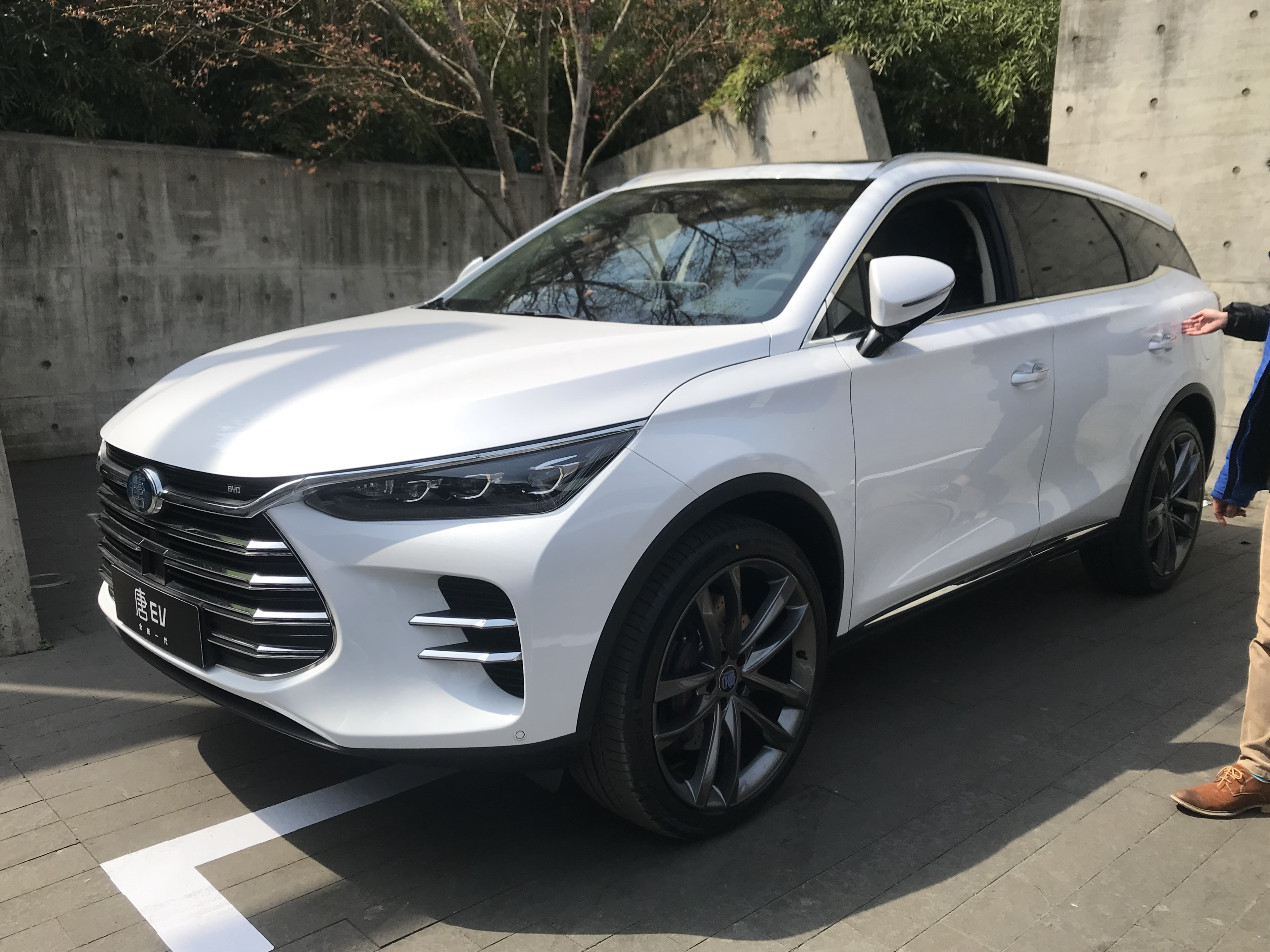
Visão frontal do BYD Tang II EV
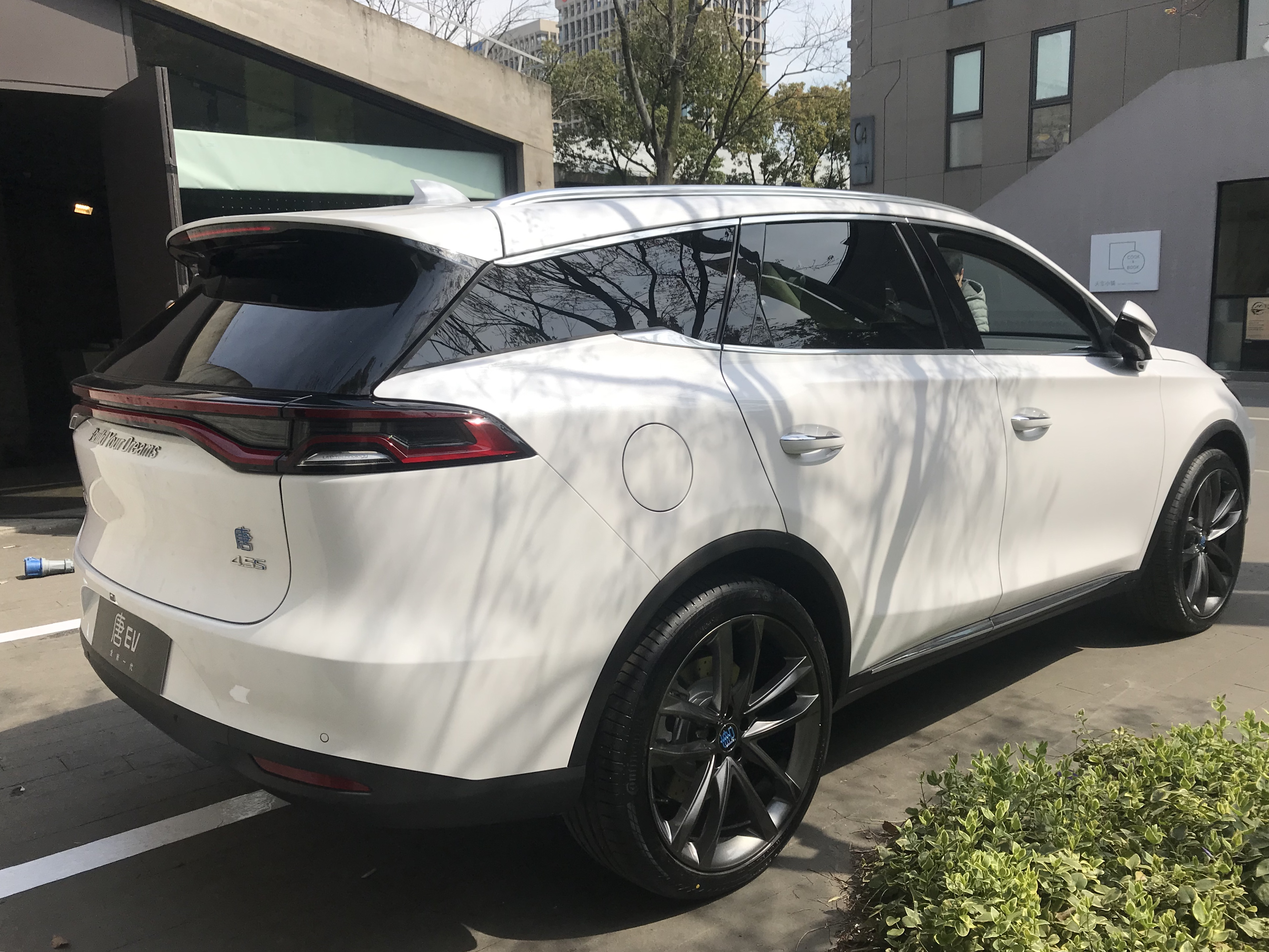
Visão traseira do BYD Tang II EV

### Facelift de 2021 e DM-i
O Tang DM recebeu um facelift para o ano modelo 2021 juntamente com a introdução do trem de força híbrido DM-i. O ano modelo 2021 dos modelos Tang DM e DM-i recebem os designs atualizados dos para-choques dianteiro e traseiro. O trem de força BYD DM-i é construído com um sistema híbrido plug-in com motor turbo de 1.5 litro. O Tang DM-i está disponível em dois modelos com um alcance elétrico puro de 52 km (32 mi) e 112 km (70 mi) respectivamente, com um alcance total combinado de cruzeiro de 1,050 km (652 mi). O BYD Tang DM-i é equipado com uma bateria Blade de fosfato de ferro e lítio. O consumo de combustível é de 5.3 L/100 km (44 mpg‑US; 19 km/L)   e 5.5 L/100 km (43 mpg‑US; 18 km/L) para os dois modelos respectivamente, e seu 0–100 km/h é de 8,5 segundos.

O motor turbo 1.5L foi construído especificamente para acomodar a tecnologia híbrida DM-i da empresa. Para alcançar alta eficiência térmica, a BYD projetou o motor com taxa de compressão (CR) de 15,5, uma relação B/S (Bore to Stroke) aumentada, um ciclo Atkinson para melhorar a eficiência da combustão, um sistema de recirculação dos gases de escape (EGR), e uma série de medidas para reduzir o atrito.

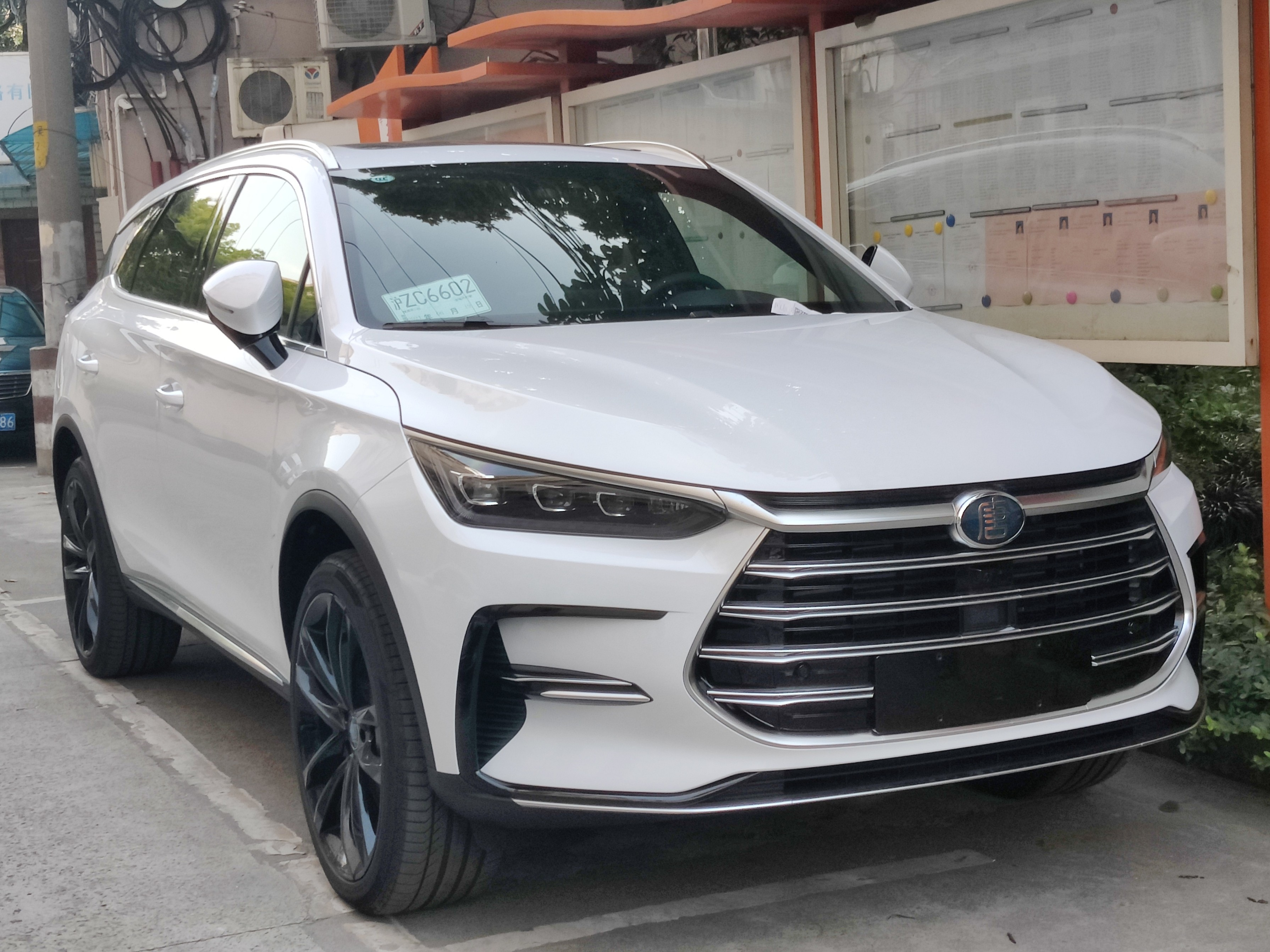
Visão frontal do BYD Tang II DM, após o facelift
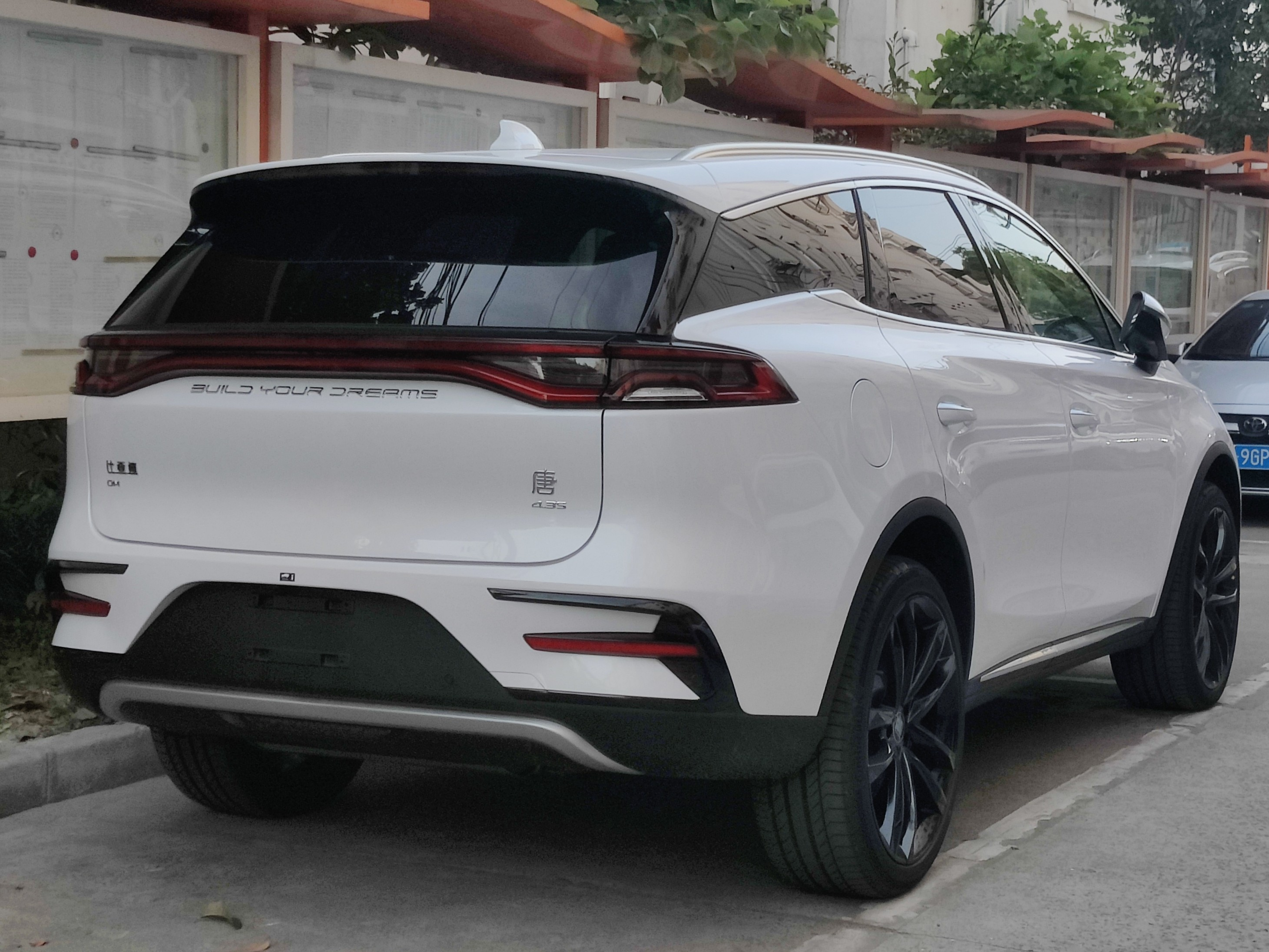
Visão traseira do BYD Tang II DM, após o facelift

### 2022 facelift e DM-p
A segunda geração do BYD Tang EV recebeu um facelift para o ano modelo de 2022, eliminando as grades para ficar mais alinhada com o restante da linha BYD Dynasty EV. O DM-p também foi introduzido como uma variante DM mais orientada para o desempenho, apresentando o sistema híbrido de motor turbo de 1.5 litro. A aceleração de 0-100 km/h para a variante DM-p é inferior a 4,3 segundos, mantendo os 215 km de alcance elétrico.

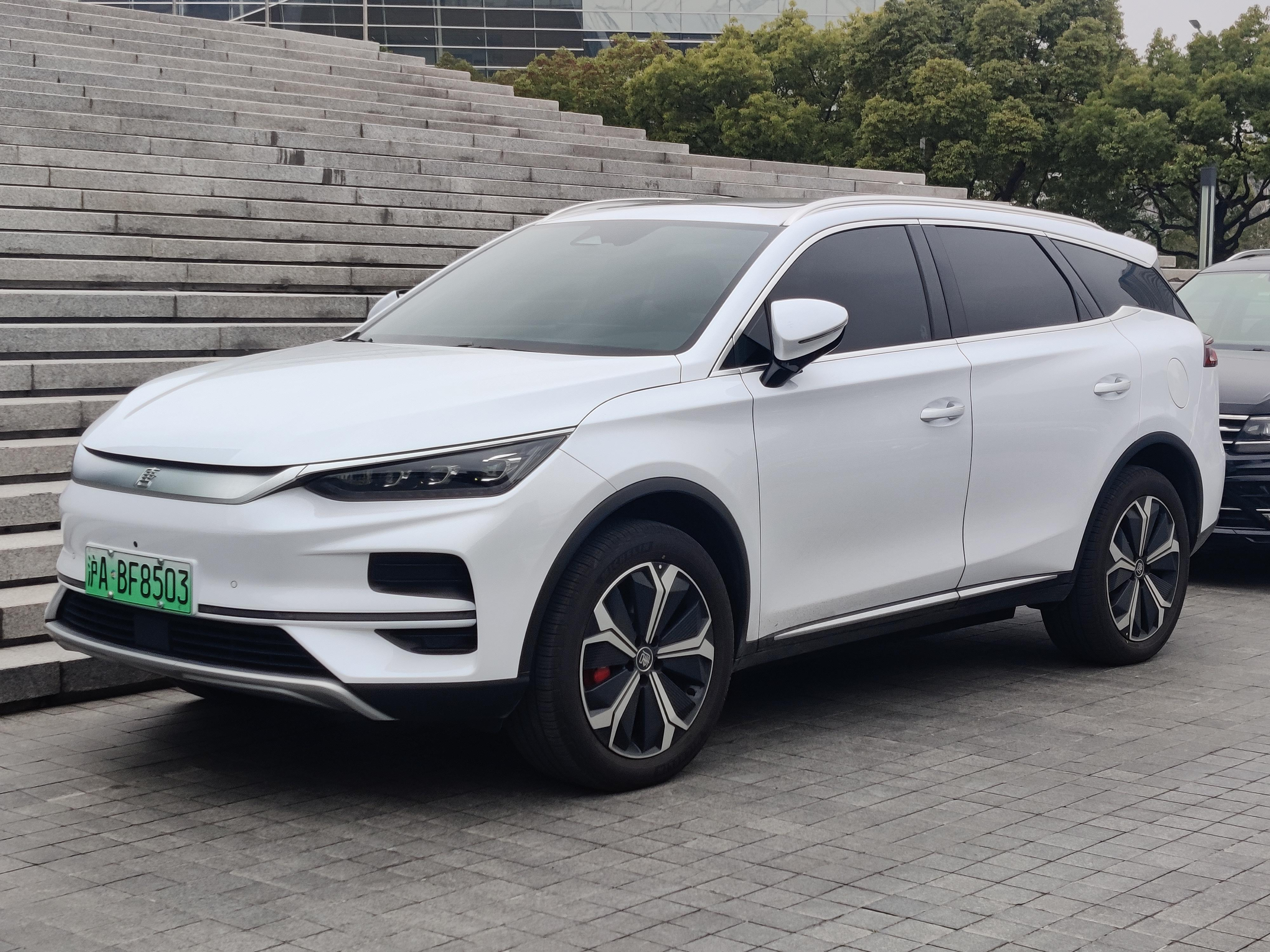
Visão frontal do BYD Tang II EV, pós-facelift
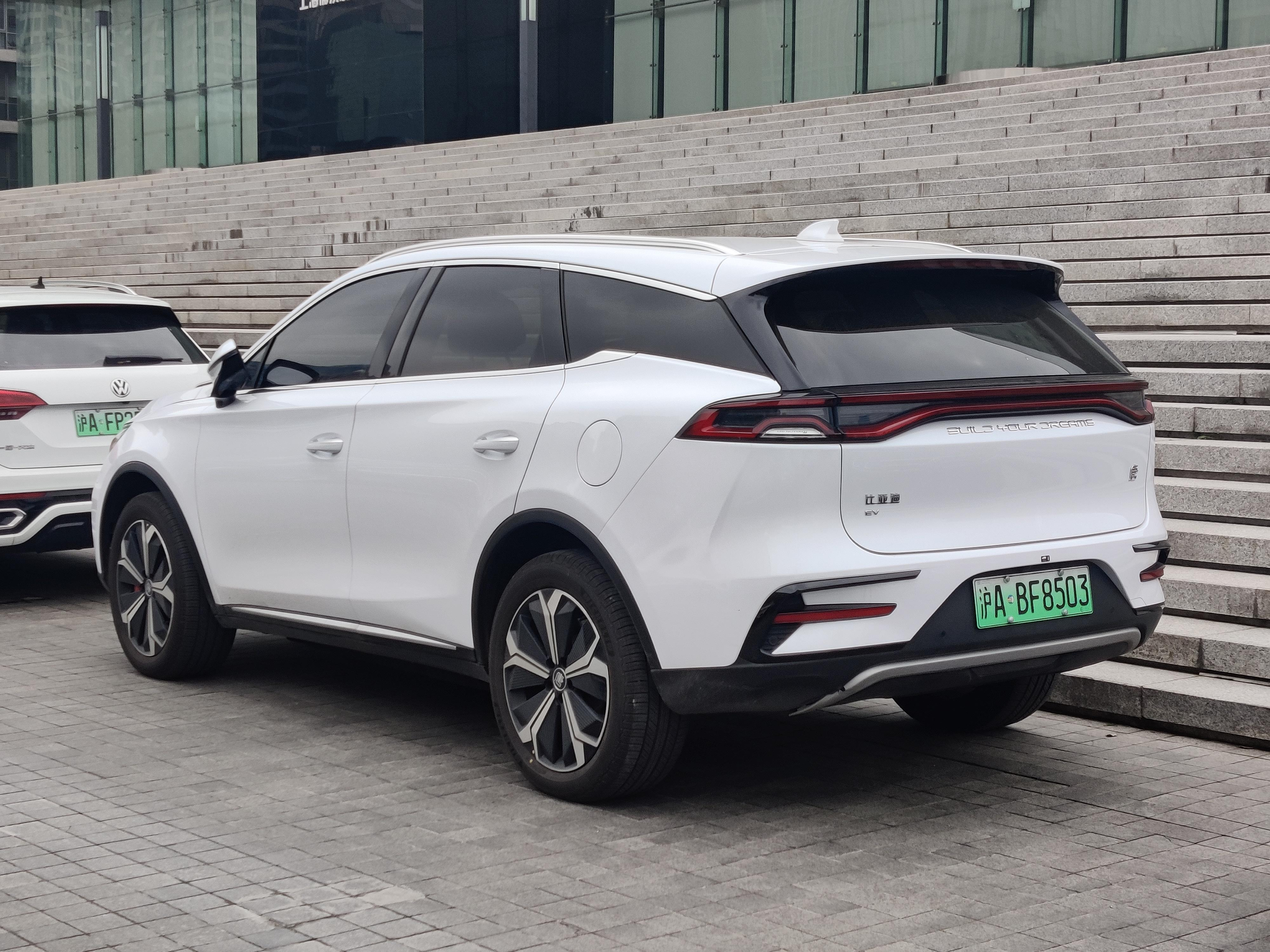
Visão traseira do BYD Tang II EV, pós-facelift

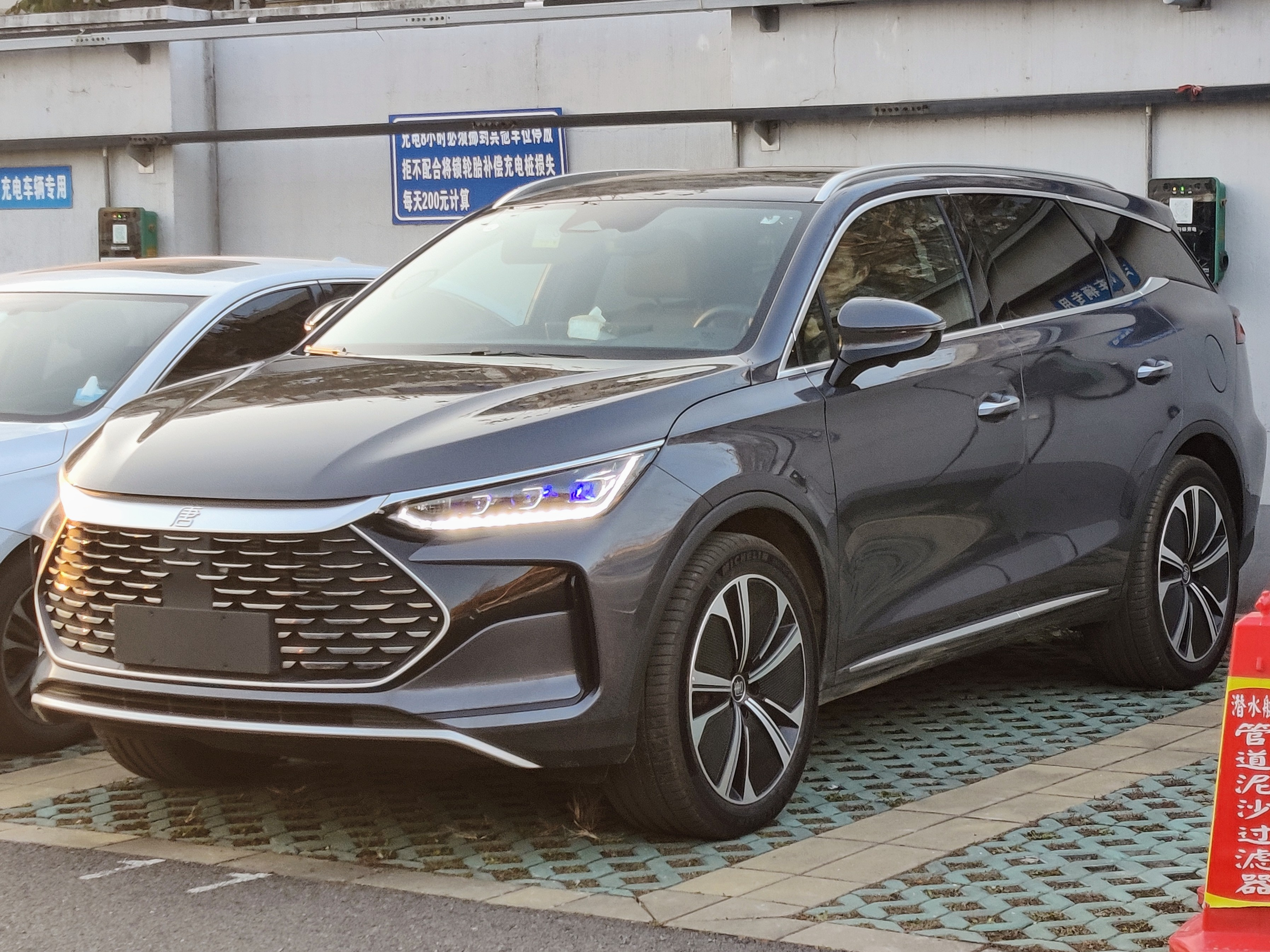
Visão frontal do BYD Tang II DM-p
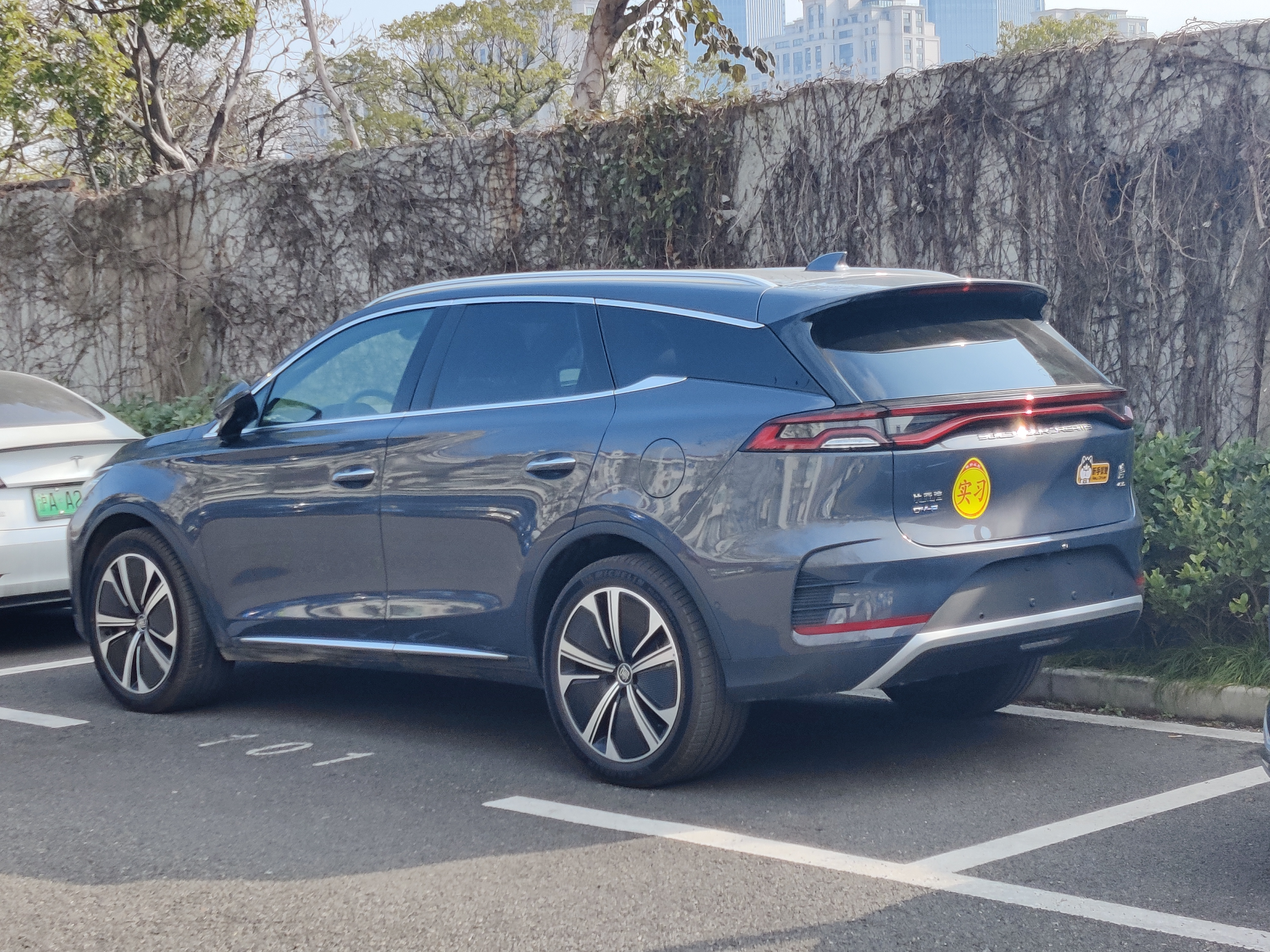
Visão traseira do BYD Tang II DM-p

## Vendas
As entregas de varejo do BYD Tang começaram na China em junho de 2015. O preço do SUV plug-in começava em ¥155,000 RMB (~ US$23,800) antes de quaisquer incentivos governamentais aplicáveis.
Um total de 18.375 unidades foram vendidas na China em 2015, e com 31.405 unidades entregues em 2016, o Tang foi listado como o carro elétrico plug-in mais vendido na China naquele ano. O BYD Tang também foi classificado como o híbrido plug-in mais vendido do mundo e o terceiro carro plug-in mais vendido em 2016. Até dezembro de 2016, o BYD Tang era o décimo carro elétrico plug-in mais vendido do mundo. As vendas do Tang na China totalizaram 14.592 unidades em 2017, e subiram para 37.146 em 2018. As vendas acumuladas desde o início totalizaram 101.518 unidades na China até dezembro de 2018.